# IbisBrowser
ibisBrowser（アイビスブラウザ）とは、アイビスが開発していたフルブラウザである。2020年9月30日をもってサービスを終了した。以下はサービス提供中だった頃の情報である。
30KB版のibisBrowserLT（アイビスブラウザ・ライト）と、100KB・高機能版のibisBrowserDX（アイビスブラウザ・デラックス）がある。2009年4月現在、NTTドコモFOMA向けiアプリとして提供されているほか、ibisBrowserDXについては、auのオープンアプリプレイヤー対応機種向け、WILLCOMのJava対応機種向け、Windows Mobile向けおよびSoftBank 3G向けの各バージョンがある。FOMA版はiアプリ形式のフルブラウザであるため、パケ・ホーダイフルでなくとも、パケ・ホーダイで通信料定額となる。

## 種類

### ibisBrowser
2005年6月にβ版がリリースされた。通常版で、無料で利用できた。画面の中央にマウスポインタが現れ、スクロールする際は、表示領域全体が移動する。対応機種は、FOMA90Xi、70Xiシリーズ。ibisBrowserLTのリリースに伴い、2006年8月上旬に提供が終了している。

### ibisBrowserDX
2005年11月にリリースされた、高速・高機能版。100KBアプリである。月額315円、年額3000円（いずれも税込）の有料アプリである。利用料の支払い方法としては、クレジットカード、ちょコム、おサイフケータイによるEdy決済、WebMoney、Y!コンテンツストアが対応している。なお、有料の契約をする前は、1日5ページまで無料で使うことができる。
通常版・LT版にない機能として、タブ切替、iモードブラウザとの連携、GPS機能への対応、オリジナルのショートカット機能などが挙げられる。メガiアプリ、500Kバイトアプリ、300Kバイトアプリ対応機種で利用できる。（90Xiシリーズ・704iシリーズ・703iシリーズ・F702iD・M702iG・M702iS）
また、利用料を支払いibisBrowserDXを使用できるユーザーは、NBバージョンというものも使用できる。こちらは正式なバージョンでは未実装の新機能が実験的に搭載されているバージョンで、ベータ版としての存在である。NB版はアップデートが頻繁であることが多く、動作の安全性が未だ保証されていない新機能が搭載されているため、動作不良を起こす可能性が高いことから、使用には注意が必要である。

### ibisBrowser7
JavaScriptに対応した。iウィジェット（iアプリ）対応端末で使用できる。
2010年6月7日、β版がリリースされた。
2010年12月8日からはdマーケット版もリリースした。このdマーケット版は、2015年1月17日のdマーケットアプリストア終了に伴い、提供を終了した。

#### au版、WILLCOM版
2007年3月26日、auのオープンアプリプレイヤー対応のibisBrowserDXがリリースされた。
2007年6月20日には、WILLCOMのJavaアプリ対応機種向けのibisBrowserDXがリリースされた。
2016年11月30日午前10時、サービスを終了した。

#### Windows Mobile版
2007年10月30日、Windows Mobile Standard向けのibisBrowserDXがリリース、同年11月20日には、Professional向けがリリースされた。
SoftBank X シリーズのWindows Mobile端末、WILLCOMのW-ZERO3シリーズ・WILLCOM 03およびEMOBILEのEMONSTER、EM・ONEに対応。

#### ソフトバンクモバイル版
2009年4月1日、SoftBank 3G向けのibisBrowserDXがリリースされた。
2016年10月31日午前10時、サービスを終了した。

### ibisBrowserLT
アイビスブラウザ・ライト。2006年8月10日にリリースされた、従来の無料版ibisBrowserに代わるブラウザ。月額315円、年額3000円（いずれも税込）の有料アプリである。支払い方法はibisBrowserDXと同じである。有料の契約をする前は、一部機能が制限されたお試しモードを1日10ページまで無料で使用することができる。
対応機種は、FOMA90Xi、70Xiシリーズ。FOMA 7シリーズユーザーからの、「7シリーズで使える高速版」の要望に応じてリリースされた30KBアプリである。ibisBrowserDXは100KBiアプリであるために、9シリーズでしか使うことができないが、LTは30KBiアプリであり、7シリーズでも使うことができる。
リリース当初は、有料の契約をする前でも1日の閲覧ページ数制限はなかったが、2007年9月10日より、1日10ページまでの制限が設けられた。
各バージョンとも、使用人数の増加などにより中継サーバーの機能が停止し、時おり使用不能となる。不具合と復旧の報告は、ibisBrowser開発日記（ブログ）においてなされている。